# Neottia ovata
Neottia ovata là một loài thực vật có hoa trong họ Lan. Loài này được (L.) Bluff & Fingerh. mô tả khoa học đầu tiên năm 1838.

## Hình ảnh

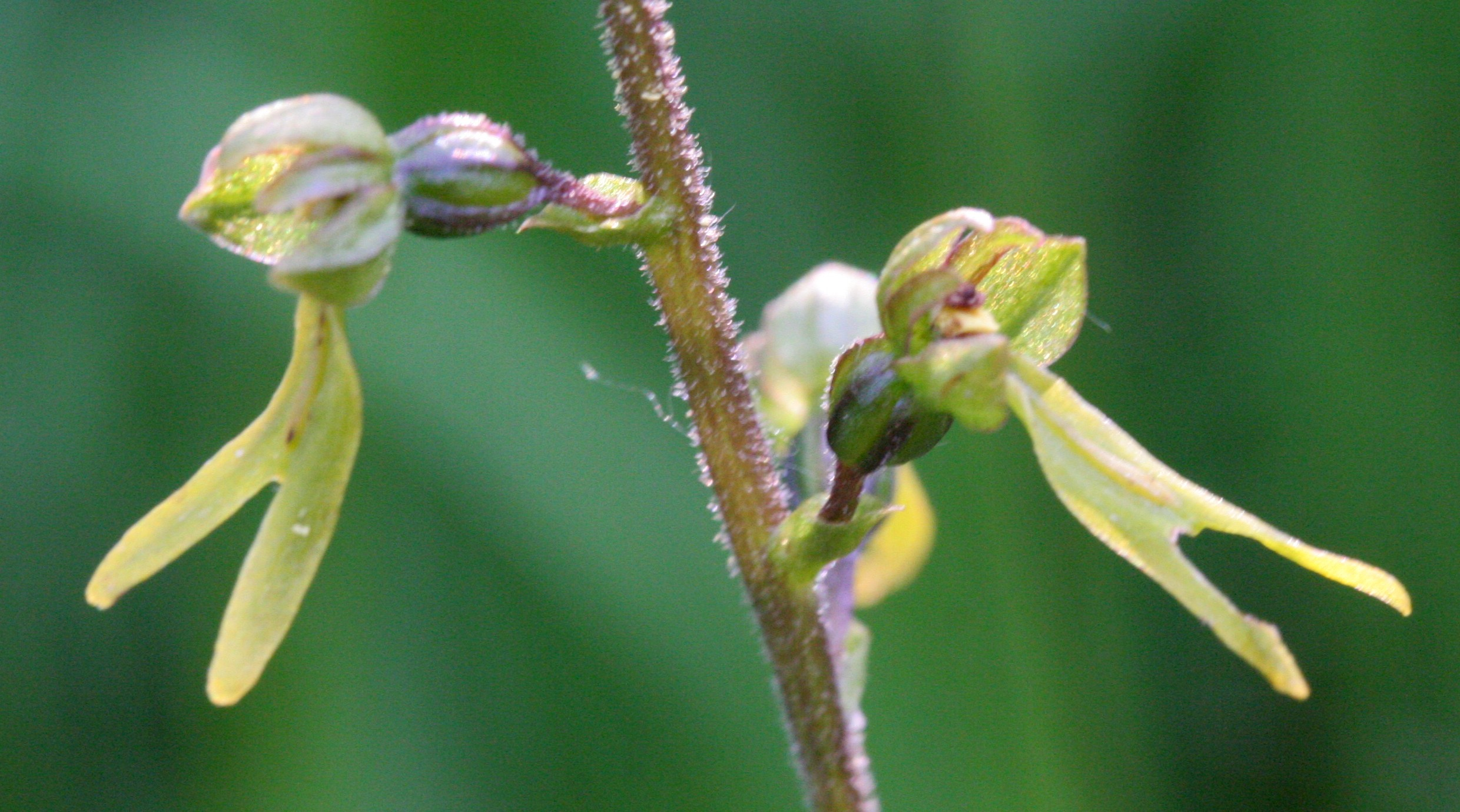
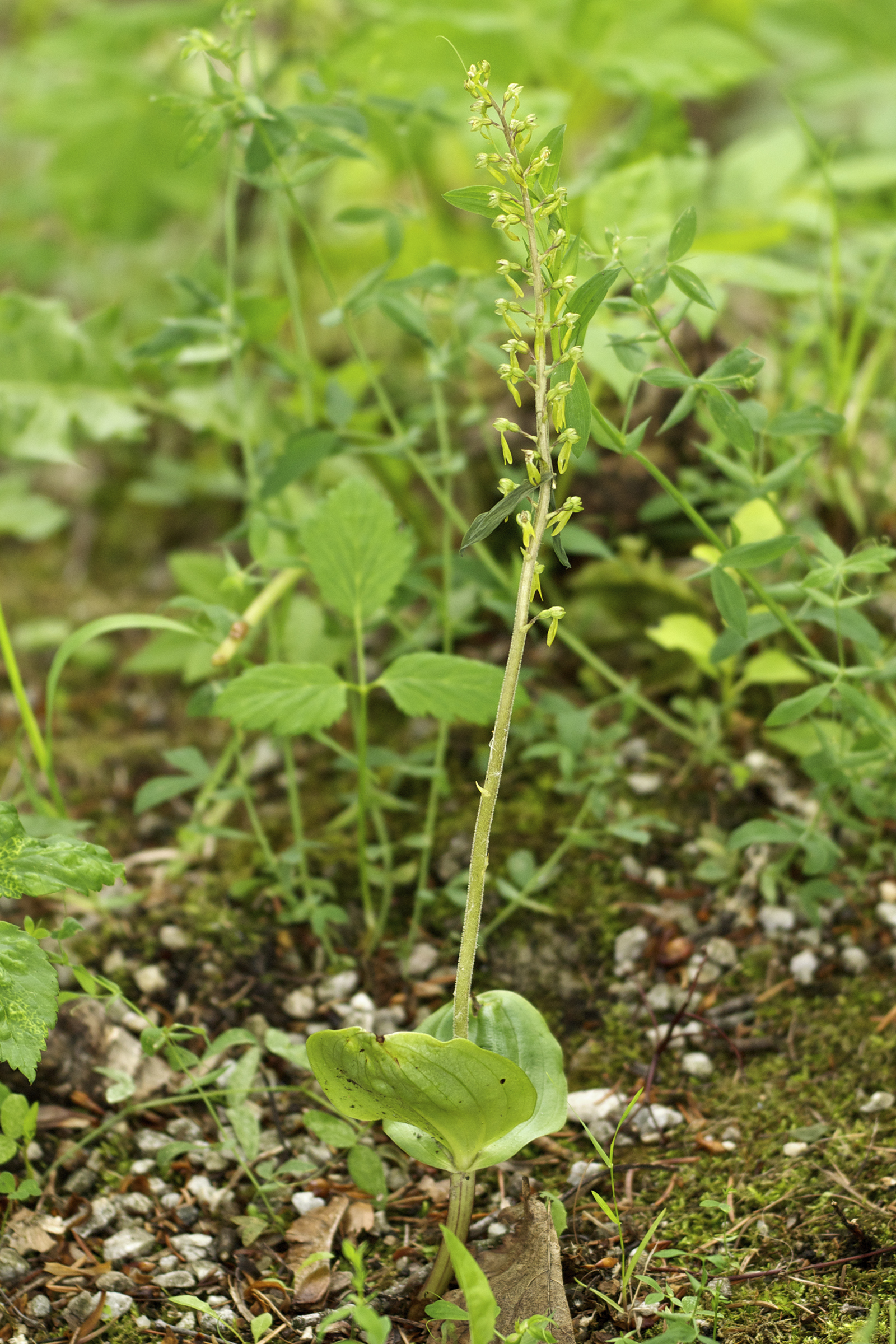
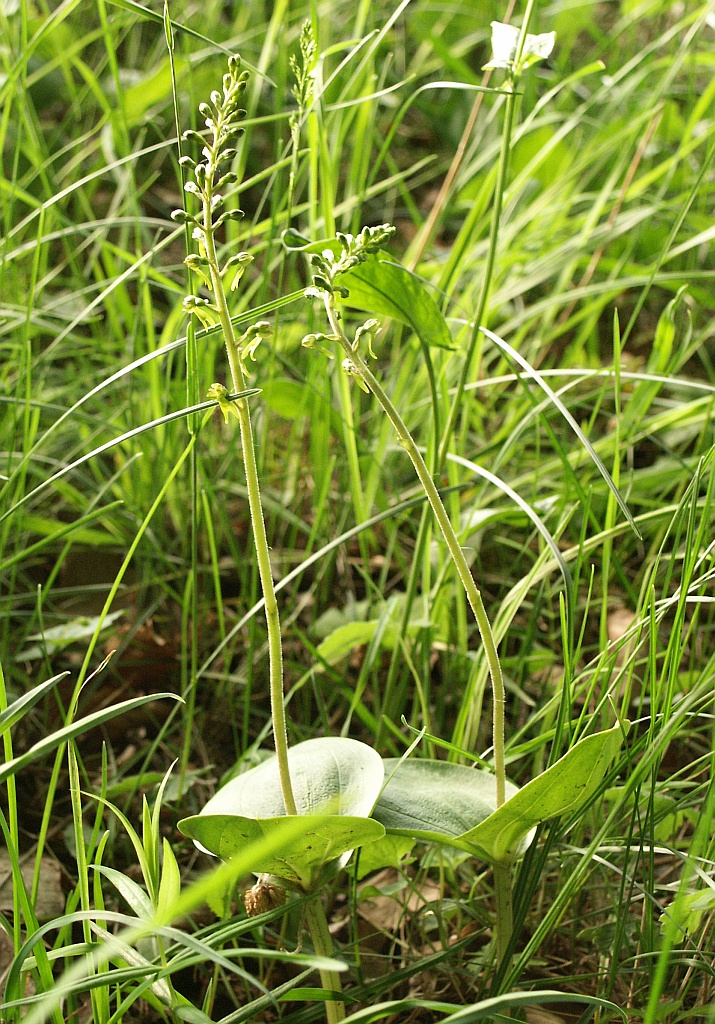
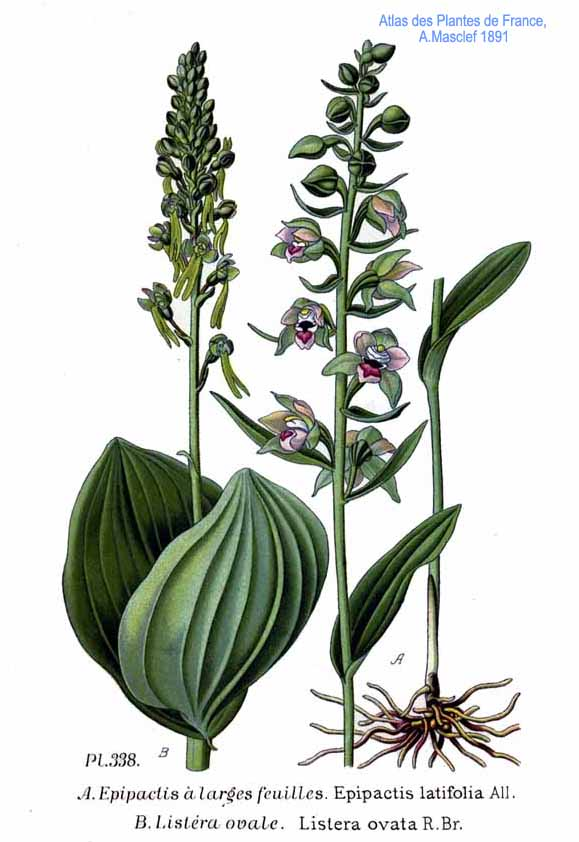